# Pseudotramea prateri
Pseudotramea prateri är en trollsländeart som beskrevs av Fraser 1920. Pseudotramea prateri ingår i släktet Pseudotramea och familjen segeltrollsländor. IUCN kategoriserar arten globalt som otillräckligt studerad. Inga underarter finns listade i Catalogue of Life.